# Frank Wartenberg
Frank Wartenberg (n. 29 mai 1955, Bülzig, Republica Democrată Germană, Germania) este un atlet ce a reprezentat Republica Democrată Germană, medaliat olimpic. A participat la o ediție a Jocurilor Olimpice (1976) în care a câștigat o medalie de bronz în proba de săritură în lungime.

## Palmares
| An   | Competiție                      | Locație                      | Loc | Note   |
| ---- | ------------------------------- | ---------------------------- | --- | ------ |
| 1973 | Campionatul European de Juniori | Duisburg, Germania de Vest   | 1   | 7,85 m |
| 1974 | Campionatul European în sală    | Göteborg, Suedia             | 8   | 7,65 m |
| 1974 | Campionatul European            | Roma, Italia                 | 12  | 7,25 m |
| 1976 | Jocurile Olimpice               | Montréal, Canada             | 3   | 8,02 m |
| 1977 | Campionatul European în sală    | San Sebastián, Spania        | 5   | 7,68 m |
| 1977 | Cupa Mondială                   | Düsseldorf, Germania de Vest | 5   | 7,79 m |